# Frederica Wilson

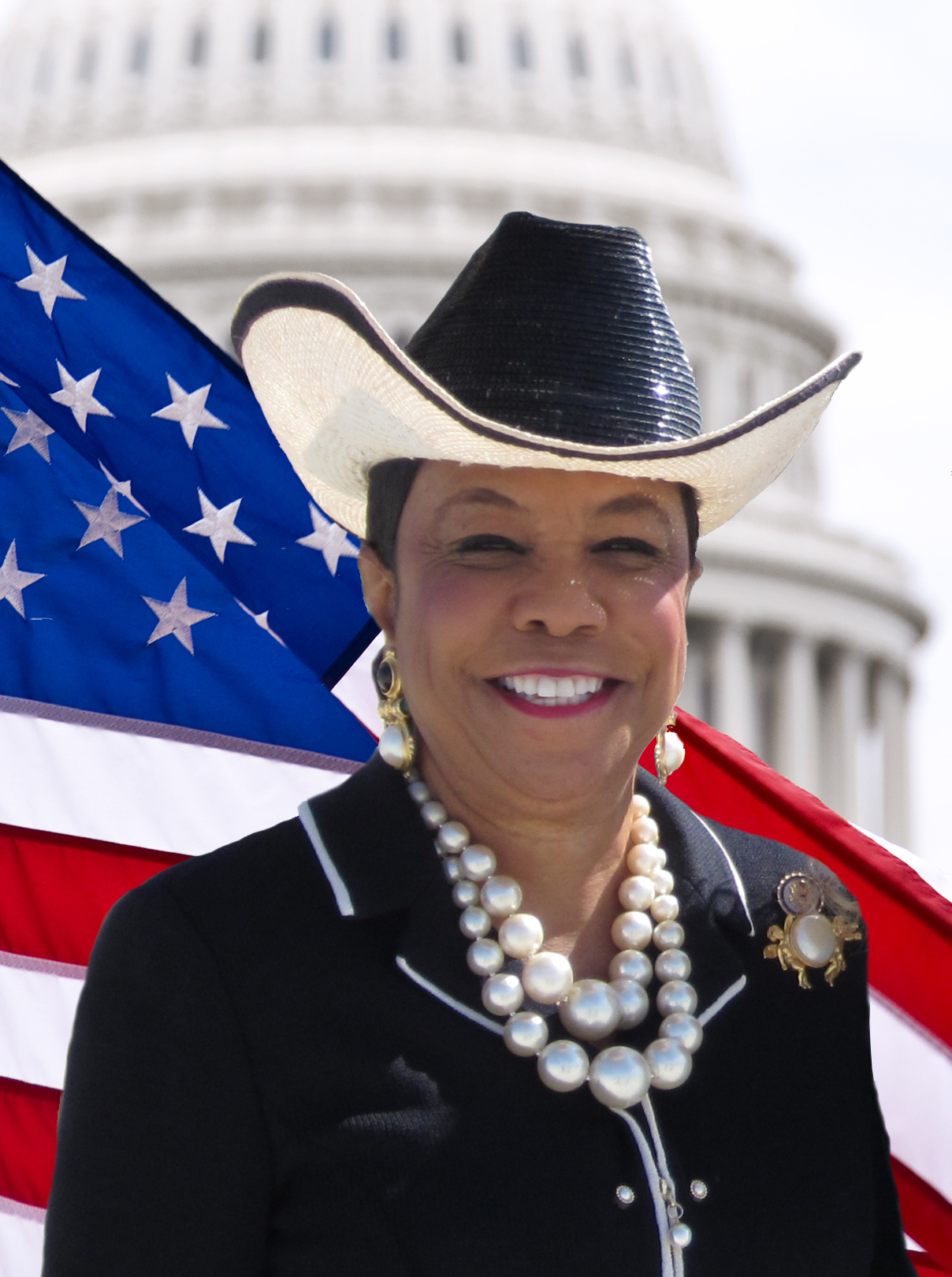
Frederica Wilson (mit typischem Hut), 2011

Frederica Smith Wilson (geboren als Frederica Patricia Smith) (* 5. November 1942 in Miami, Florida) ist eine US-amerikanische Politikerin der Demokratischen Partei. Seit 2011 vertritt sie den Bundesstaat Florida im US-Repräsentantenhaus, aktuell für den 24. Wahlkreis (großer Teil des Nordens von Miami).

## Leben
Frederica Wilson studierte bis 1963 an der Fisk University in Nashville (Tennessee) und danach bis 1972 an der University of Miami. Sie erwarb bei ihren Studien einen Bachelor of Science sowie einen Master of Science im Bereich Grundschulbildung. Danach leitete sie für einige Zeit eine Grundschule in Miami. Zwischen 1992 und 1998 gehörte sie dem Schulausschuss im Miami-Dade County an.
Sie ist verwitwet und hat drei erwachsene Kinder.

## Politik
Politisch schloss sich Wilson der Demokratischen Partei an. Zwischen 1998 und 2002 saß sie als Abgeordnete im Repräsentantenhaus von Florida; von 2002 bis 2010 gehörte sie dem Staatssenat an und war dort zwischenzeitlich Whip der demokratischen Fraktion. Im Jahr 2008 unterstützte sie den erfolgreichen Präsidentschaftswahlkampf von Barack Obama. Bei den Kongresswahlen des Jahres 2010 wurde sie im 17. Wahlbezirk von Florida in das US-Repräsentantenhaus in Washington, D.C. gewählt, wobei sie sich ohne einen republikanischen Gegenkandidaten mit 86,2 Prozent der Stimmen gegen den Unabhängigen Roderick D. Vereen durchsetzte. Damit war sie eines von nur neun neu gewählten demokratischen Mitgliedern des Repräsentantenhauses, wo sie am 3. Januar 2011 die Nachfolge von Kendrick Brett Meek antrat. Er hatte auf eine erneute Kandidatur zugunsten einer erfolglosen Bewerbung um das Amt des Gouverneurs von Florida verzichtet. Nach einer Umstrukturierung der Wahlkreise ihres Heimatstaates vertritt sie seit 2013 den 24. Kongresswahlbezirk im Repräsentantenhaus. Nach bisher fünf Wiederwahlen in den Jahren 2012 bis 2020 kann sie ihr Amt bis heute ausüben.
Die Primary (Vorwahl) ihrer Partei für die Wahlen 2022 am 14. Juni gewann sie mit 89,3 % erneut klar. Sie trat dadurch am 8. November 2022 gegen Jesus G. Navarro von der Republikanischen Partei an. Sie konnte die Wahl mit 71,8 % der Stimmen deutlich für sich entscheiden und war dadurch auch im Repräsentantenhaus des 118. Kongresses vertreten. 2034 trat Jesus Navarro erneut gegen Wilson an und unterlag mit 31,8 % zu 68,2 %. Ihre aktuelle Legislaturperiode im 119. Kongress dauert noch bis zum 3. Januar 2027.

### Ausschüsse
Sie ist aktuell Mitglied in folgenden Ausschüssen des Repräsentantenhauses:
- Committee on Education and the Workforce
  - Early Childhood, Elementary, and Secondary Education
  - Higher Education and Workforce Development
- Committee on Transportation and Infrastructure
  - Aviation
  - Railroads, Pipelines, and Hazardous Materials
  - Water Resources and Environment